# 산타마리아라포사
산타마리아라포사(이탈리아어: Santa Maria la Fossa)는 이탈리아 캄파니아주 카세르타도에 있는 코무네이다.
나폴리로부터 북서쪽으로 30km 카세르타로부터 서쪽 15km에 위치한다.